# Afonso Pires Gato
Afonso Pires Gato (primeira metade do séc. XIII) foi um governador da Guarda, capital do Distrito da Guarda, Rico-homem e Cavaleiro medieval do Reino de Portugal.

## Biografia
De acordo com o registado nas Inquirições de 1258, sabe-se que Afonso Pires Gato foi criado numa quinta, situada nas cercanias da paróquia em São Salvador de Covas, actualmente uma freguesia do concelho de Vila Nova de Cerveira.
Crê-se que Afonso Pires, de alcunha «o Gato», foi tenente da Guarda em 1207 e em 1241.
De acordo com a historiografia moderna, crê-se que Afonso Pires Gato teria sido rico-homem de D.Sancho I. Com a subida ao trono de D. Afonso II terá passado, tal como o seu irmão, Fernão Pires (de alcunha «o Tinhoso»), para o partido dos opositores ao rei, os Sousas. Será de assinalar, para este efeito, que Afonso Pires era cunhado de João Garcia de Sousa e que essa ligação à família Sousa terá influído na sua tomada de partido.
O seu regresso à corte ocorre por torno do reinado de D.Sancho II, tendo servido de testemunha no acordo celebrado em 23 de Junho de 1223, entre D. Sancho II, como novo monarca, e as suas tias.
Afonso Pires Gato volta então a assumir o papel de tenente da Guarda, em 1241, substituindo deste modo Abril Pires de Lumiares, tio da sua mulher, o qual ocupara a tenência régia da Guarda de 1229 a 1241.

### Património
O património de Afonso Pires Gato dispersava-se pelas duas margens do Douro, com especial incidência para as zonas de Penaguião, e de Paiva, mas também nas terras da Guarda e de Seia.

## Relações familiares
Foi filho de Pedro Nunes Velho e de Maria Anes de Baião. Casou com Urraca Fernandes de Lumiares, filha de Fernão Pires de Lumiares e de Urraca Vasques de Bragança, filha de Vasco Pires de Bragança e de Sancha Pires de Baião, de quem teve:
1. Constança Afonso Gato, casou com Soeiro Pires de Azevedo, Alcaide de Alenquer e filho de Pero Mendes Azevedo.
2. Teresa Afonso Gato, casou com Mem Soares de Melo, 1.º senhor de Melo.
3. Guiomar Afonso Gato, casou com Pero Pais de Alvarenga, Alferes-mor de Afonso I de Portugal.

Para além da descendência legítima, Afonso Pires Gato teve ainda um filho bastardo de Maria Gonçalves de Palmedia, cujo nome não ficou registado pelos livros de linhagens, embora a relação extraconjugal (barregania) tinha ficado lavrada nos livros de linhagens.
Especula-se que o filho bastardo, desta relação de barregania terá sido Estêvão Afonso Gato, provável pai de Lourenço Esteves Gato, o qual se notabilizou como cavaleiro de 1307 a 1308 e como taxador das igrejas de Entre-Douro-e-Minho de 1308 em diante.